# دیک بیت
دیک بیت (انگلیسی: Dick Bate; ۲۵ ژوئن ۱۹۴۶ – ۲۵ آوریل ۲۰۱۸) بازیکن فوتبال اهل بریتانیا بود.
از باشگاه‌هایی که در آن بازی کرده‌است می‌توان به باشگاه فوتبال باکستون، باشگاه فوتبال آلفرتون تاون، و باشگاه فوتبال بوستون یونایتد اشاره کرد.